# Parrots
Parrots är sedan 1986 Nordens största producent och leverantör av natursnacks. Fabriken ligger i Halmstad och marknad/försäljning sitter i Solna. Parrots var mellan 2003 och 2009 en del av OLW, som i sin tur ägts av norska Orkla sedan 2005.
I februari 2009 meddelades det att Candyking köpte Parrots av OLW.